# 殿橋
殿橋（とのばし）は、愛知県岡崎市の中心部に位置する乙川に架かる橋梁である。愛知県道483号岡崎幸田線（通称：電車通り）を通す。

## 概要
周辺には岡崎城を有する岡崎公園がある。毎年、3～4月に開催される桜まつりや8月の第一土曜日に開催される「岡崎観光夏まつり花火大会」はこの橋のたもとで行われる。1927年（昭和2年）の竣工時から当時の意匠をほぼ残したまま現在に至るまで現役で存在している。土木学会選奨土木遺産に認定されたている。

## 特徴
- 多柱形式の橋脚が連なる下部構造。
- 御影石造りの大きな親柱。
- 短い支間長の鉄筋コンクリート製上部工の多径間構造。
- 橋詰めにある御影石の石積。

## 歴史

### 旧橋
- 1645年（正保2年） - 岡崎藩主水野忠善が藩主のころ完成した。当時菅生橋と呼ばれ、後に殿橋と呼ばれた。また現在地より100メートルほど下流にあった[2]。
- 1905年（明治38年） - 先代の木造橋梁が完成[3]。
- 1907年（明治40年）6月22日 - 岡崎馬車鉄道が康生町まで延伸し、馬車鉄道が橋上を通った。
- 1912年（大正元年）9月1日 - 岡崎電気鉄道（後の名鉄岡崎市内線）が運転開始し、市電が橋上を通った。当初は道路橋と分離された電車専用橋であった[4]。

### 現在の橋
- 1926年（大正15年）2月12日 - 新しい橋の工事に着手[3]。
- 1927年（昭和2年）7月15日 - 竣工[5][3]。完成した現在の橋は当時としては最新鋭の技術（鉄筋コンクリート構造）で作られ、中央に複線の市電が走り、その両側に車道、さらにその両側が歩道であった。
- 1944年（昭和19年）12月7日 - 「昭和東南海地震」発生。被災はなかった。
- 1945年（昭和20年）
  - 1月13日 - 「三河地震」発生。被災はなかった。ただし矢作橋は左岸側の橋桁が落橋した。
  - 7月20日 - 岡崎空襲で市電は11両の内6両を焼失したが、橋は残っている。
- 1965年（昭和40年） - 御影石製の高欄が花火客とともに落下したため、現在の鉄筋コンクリート製のものに取り替えられた。
- 1979年（昭和54年）
  - 耐震化工事がなされる。
  - 9月 - 市民の寄贈により親柱上の街灯4基が復元された[6]。
- 1989年（平成元年）- 景観に配慮した修景工事が完成した。
- 2015年（平成27年）6月15日 - 耐震・長寿命化工事に着手[7]。
- 2016年（平成28年）3月25日 - 夜間ライトアップが復活[8]。
- 2021年（令和3年）9月28日 - 土木学会選奨土木遺産に認定された[9][10]。
- 2022年（令和4年）
  - 3月3日 - ロシアのウクライナ侵攻を受け、岡崎市は犠牲者への追悼の意を示すため、殿橋と明代橋をウクライナの国旗と同じ青と黄色にライトアップした[11]。
  - 7月7日 - 同年夏の電力需給が厳しい状況にあるとして、市は、節電のため公共施設の消灯を開始。殿橋と明代橋のライトアップもその中に含まれた。実施期間は9月30日までの予定[12]。

## ギャラリー
- 乙川左岸上空から（2018年（平成30年）8月）
- 乙川左岸親柱（2014年（平成26年）2月）中央に見えるのは岡崎城
- 乙川左岸橋詰の石積（2013年（平成25年）7月）
- 建設中の殿橋
- 昭和初期の殿橋。北側から撮影。
- かつての御影石製高欄の一部が階段石に使われている（2014年（平成26年）8月）
- 工事中、車線中央部にかつての軌道敷跡が確認された（2015年（平成27年）9月）
- ウクライナの国旗と同じ青と黄色にライトアップされた殿橋

## 殿橋にまつわるエピソード
尾崎士郎の代表作『人生劇場 青春篇』の作中に殿橋の記述が出てくる。
橋詰4か所にある親柱は当時の岡崎の石工たちによって造られた。
1927年（昭和2年）7月19日に行われた竣工式には小幡豊治愛知県知事を始め、県会議員、県下市町村長などが出席。協賛の花火大会も併せて盛大に行われた。
親柱上の金属製の街灯は戦時中の金属供出により取り外されたが、戦後になり市民の寄付により復元された。
御影石製高欄の一部が右岸下流の岡崎公園付近への階段石として使われ、現在も残っている。
2015年（平成27年）の工事の際、主桁の主鉄筋に当時八幡製鉄所では作られていなかった、異形棒鋼が使用されていることが分かった。

## 上流と下流の橋
- （上流←） 御用橋
- 乙川大橋
- 竹橋
- 吹矢橋
- 明代橋
- 桜城橋（2020年（令和2年）3月22日開通）[13]
- 殿橋
- 潜水橋
- 名鉄橋梁
- 明神橋 （→下流）